# M/T Frankopan
M/T Frankopan je hrvatski tanker tipa aframax za prijevoz sirove nafte. IMO broj mu je 9041447. MMSI broj je 636015578. Danas plovi pod liberijskom zastavom pod imenom Santa Cruz I. Matična luka je Monrovia.

## Karakteristike
Hrvatski brodar Tankerska plovidba ugovorila je sa splitskim brodogradilištem izgradnju po cijeni 52,5 milijuna dolara. Tanker je izgrađen je u Splitu 1995. kao novogradnja br. 377. Dobio je ime po hrvatskom plemiću Franu Krsti Frankopanu. Bruto tonaže je 55.743. Istisnine je 101.605 tona. Brod blizanac koji mu je prethodio je M/T Petar Zrinski. Ova dva broda povijesne su uloge u povijesti hrvatskog brodarstva, brodogradnje i hrvatske povijesti općenito. Izgrađeni su u splitskom brodogradilištu kroz ratno vrijeme. U tadašnjim nesigurnim ratnim vremenima i vremenu hrvatske izolacije u tom je činu odluka o gradnji umnogome bila domoljubni čin. Kad je porinut brdo blizanac M/T Frankopana, M/T Zrinski, predsjednik RH dr. Franjo Tuđman izrekao je po prvi put kovanicu o "hrvatskom gospodarskom čudu" ponukan baš ovom odlukom o gradnji vrhunskog tankera u ratno doba u domaćem brodogradilištu za domaću tvrtku.
Tankeri Zrinski i Frankopan bili su prvi hrvatski tankeri s dvostrukim dnom i oplatom koji su bili tehnološki i po sigurnosti ispred svog vremena. Ono što je izvedeno na tim tankerima kasnije je došlo kao obveza po europskim konvencijama.
M/T Frankopan bio je u vlasništvu Tankerske plovidbe iz Zadra. Prodala ga je tijekom tijekom 2012. godine s još dva starija tankera tipa aframax M/T Petar Zrinski i M/T Dalmacija i od prodaje ostvarila neto prihod od 100 milijuna kuna. M/T Frankopan je predala 27. veljače 2012. na sidrištu Aruba novom vlasniku (Nephele Marine Inc. iz Monrovije) Tankerska plovidba d.d. iz Zadra (vlasnik broda Riva Tanker Shipping Co. Ltd. iz Monrovije).

## Vanjske poveznice
- M/T Frankopan  Arhivirana inačica izvorne stranice od 23. rujna 2015. (Wayback Machine)